# Bhabāt
Bhabāt är en ort i Indien.   Den ligger i distriktet Ajitgarh och delstaten Punjab, i den norra delen av landet, 230 km norr om huvudstaden New Delhi. Bhabāt ligger 309 meter över havet och antalet invånare är 5 794.
Terrängen runt Bhabāt är platt. Runt Bhabāt är det tätbefolkat, med 636 invånare per kvadratkilometer. Närmaste större samhälle är Chandigarh, 8,9 km norr om Bhabāt. Runt Bhabāt är det i huvudsak tätbebyggt.